# Catoblemma semialba
Catoblemma semialba là một loài bướm đêm trong họ Erebidae.